# Christiane Ratjen-Damerau
Christiane Ratjen-Damerau (* 4. Juni 1954 in Northeim) ist eine deutsche Politikerin (FDP).

## Leben
Ratjen-Damerau besuchte Schulen in Paris, Hamburg, Brüssel und Münster. Nach dem Abitur 1973 am Freiherr-vom-Stein-Gymnasium in Münster absolvierte sie von 1973 bis 1974 eine Landwirtschaftliche Lehre und begann anschließend ein Studium der Agrarwissenschaften an der Kieler Christian-Albrechts-Universität, welches sie 1979 mit dem Examen zur Diplom-Agraringenieurin mit dem Fachschwerpunkt Tierproduktion abschloss. 1983 wurde sie zum Doktor der Agrarwissenschaften an der Technischen Universität Berlin in dem Fachbereich Internationale Agrarentwicklung promoviert.
Ihre zweite Staatsprüfung für den höheren Landwirtschaftlichen Dienst legte sie 1988 bei dem Niedersächsischen Ministerium für Ernährung, Landwirtschaft und Forsten ab.
Von Oktober 1989 bis März 1993 arbeitete sie in der Landwirtschaftskammer Weser-Ems und wechselte später als Dezernentin für die Bezirksregierung Weser Ems ins Dezernat für Landwirtschaft und Ernährungswirtschaft, wo sie bis Februar 2002 tätig war. Ab April 2002 war sie Leiterin des Dezernates Futtermittelüberwachung im Niedersächsischen Landesamt für Verbraucherschutz und Lebensmittelsicherheit und ging 2005 als Landwirtschaftsdirektorin a. D. in den vorzeitigen Ruhestand.
Als Vorstands- und Gründungsmitglied engagiert sie sich ehrenamtlich bei der Oldenburgischen Bürgerstiftung. Des Weiteren ist sie Mitglied der Deutsch-Französischen Gesellschaft, deren ehemalige Vorsitzende sie war und seit 2024 wieder ist.
Ratjen-Damerau ist verheiratet und hat eine Tochter.

## Politik
Ratjen-Damerau, die seit 1989 Mitglied der FDP ist, gehört seit 2008 dem Landesvorstand der FDP Niedersachsen an. Seit 2006 ist sie Kreisvorsitzende der FDP Oldenburg–Stadt. Auf dem Landesparteitag in Lüneburg im März 2010 wurde sie mit 85,82 % zur Generalsekretärin der FDP Niedersachsen gewählt.
Im Mai 2010 ist Ratjen-Damerau über die Landesliste Niedersachsen als Nachrückerin in den Deutschen Bundestag eingezogen. Möglich wurde dies durch den Wechsel des Osnabrücker Abgeordneten Carl-Ludwig Thiele in den Vorstand der Bundesbank. Sie war ordentliches Mitglied im Ausschuss für wirtschaftliche Zusammenarbeit und Entwicklung und stellvertretendes Mitglied im Verkehrsausschuss. Ab Juni 2011 war sie Sprecherin für wirtschaftliche Zusammenarbeit und Entwicklung der FDP-Bundestagsfraktion.
Durch das Scheitern ihrer Partei an der Fünf-Prozent-Hürde war sie im 18. Bundestag nicht vertreten.
Von 2016 bis 2024 war sie Mitglied im Rat der Stadt Oldenburg. Anlässlich ihres 70. Geburtstags gab sie ihr Mandat im April 2024 vorzeitig zurück.